# 六条有広
六条有広（ろくじょう ありひろ、永禄7年（1564年） - 元和2年（1616年））は、室町時代後期から江戸時代前期にかけての公卿。別名は六条俊久、六条俊広、六条有親。
冷泉為純の四男。戦国時代に一時断絶した六条家を再興し、第9代当主となる。

## 官歴
- 天正3年（1575年）：侍従
- 天正4年（1576年）：左少将
- 天正5年（1577年）：従五位上
- 天正9年（1581年）：正五位下
- 天正12年（1584年）：従四位下
- 天正15年（1587年）：左中将、従四位上
- 天正16年（1588年）：正四位下
- 天正19年（1591年）：従三位
- 慶長元年（1596年）：参議
- 慶長7年（1602年）：正三位
- 慶長18年（1613年）：従二位、権中納言

## 系譜
- 父：冷泉為純
- 子：六条有清
- 子：六条有純